# 阿富汗韃靼人
阿富汗韃靼人，是居住在阿富汗的韃靼族，2021年3月，阿富汗國家統計局將當地韃靼人登記為一個單獨的民族。人口由100000 - 3000000人

## 歷史
韃靼人在阿富汗領土上生活了800多年。其中包括13世紀成吉思汗軍隊征服該地區後留下的韃靼人的後裔、自19世紀以來一直在阿富汗進行貿易的伏爾加韃靼人商人、逃離俄國革命和內戰的中亞移民，以及克里米亞韃靼人。他們在農村地區過著遊牧生活，主要生活在阿富汗突厥斯坦。
韃靼騎兵於1919年在阿馬努拉汗的軍隊中服役。在整個20世紀，韃靼人逐漸被同化，韃靼語也被遺忘。
阿富汗韃靼人大多是遜尼派哈乃菲穆斯林，少數人是什葉派，阿富汗韃靼人社區的一名成員說，該社區是溫和的，其中沒有任何宗教極端分子。他說，阿富汗韃靼人由於孤立而從未參加過任何大戰，而是在局部衝突中作戰。他說，塔利班違背阿富汗韃靼人的傳統，他們進入阿富汗韃靼人的家，燒毀他們的書籍，並摧毀了許多文化遺產。
阿富汗韃靼人從未在阿富汗政府中擔任過要職，儘管在此期間有一個阿富汗韃靼人出任2021年塔利班接管前的國會議員。阿富汗韃靼人直到 2021年3月才被承認為阿富汗的一個民族。

## 社區組織
阿富汗韃靼文化基金會的目標是將阿富汗韃靼人與他們的文化重新聯繫起來，並復興幾乎滅絕的阿富汗韃靼語。
自2021年3月15日起，世界韃靼人大會協助他們推出了在線教育課程，以重振他們的語言。